# Варданян, Эдгар
Эдгар Варданян (латыш. Edgars Vardanjans, арм. Էդգար Վարդանյան, родился 9 мая 1993 года) — латвийский футболист, полузащитник. Выступал за сборную Латвии.

## Карьера
Воспитанник школы клуба «Сконто-2» (позднее — «Мультибанк»), первый тренер — Виктор Вицеховский. В 2010 году перешёл в клуб МЕТТА/Латвийский университет. В 2011 году признан лучшим игроком Первой лиги Латвии. В 2014 году признан лучшим игроком клуба МЕТТА/Латвийский университет. В 2017 году перешёл в юрмальский «Спартак».
Выступал в различных сборных Латвии, в 2012 году участвовал в составе сборной Латвии до 19 лет в Кубке Содружества. 9 июня 2017 года дебютировал за сборную Латвии в матче против Португалии.